# Harrach János Ernő
Roraui báró, 1706-tól gróf Harrach János Ernő (1704 – Róma, 1739. december 17.) nyitrai püspök.

## Élete
1736. augusztus 9-én nevezték ki és Rómában 1737. március 5-én szentelték nyitrai püspökké. Akkor azonban Nyitra vármegyében pestis pusztított, így Rómában maradt. Egyházmegyéjében nem járt, de alapítványt tett a nyitrai konviktusra, és püspöki jövedelme egy részét a székesegyházra hagyta. Helynöke Nozdroviczky István Ágoston kattarói címzetes püspök volt. Utóda 1740-től Esterházy Imre Gábor.

## Műve
- 1737 Epistola pastoralis. Roma.